# Edward Burns
Edward Fitzgerald Burns (Queens, 29 de janeiro de 1968), mais conhecido como Edward Burns, é um ator e diretor norte-americano. Ele trabalhou no programa de TV norte-americano Entertainment Tonight antes de iniciar sua carreira como ator e diretor, e alcançou a fama com The Brothers McMullen (1995), seu filme independente de baixo orçamento que fez sucesso mundial. Suas outras aparições em filmes incluem Saving Private Ryan (1998), The Holiday (2006), 27 Dresses (2008), Man on a Ledge (2012), Friends with Kids (2012) e Alex Cross (2012). 
Burns dirigiu filmes como She's the One (1996), Sidewalks of New York (2001) e The Fitzgerald Family Christmas (2012). Na televisão, ele apareceu como Bugsy Siegel na série de drama policial da TNT Mob City e como Terry Muldoon em Public Morals da TNT.

## Início da vida
Burns nasceu em Woodside, Queens, Nova Iorque, filho de Edward J. Burns, policial e porta-voz de relações públicas, e Molly (nascida McKenna), gerente de uma agência federal. Ele foi criado como católico romano. Burns é o segundo de três filhos (com os irmãos Mary e Brian) e é irlandês e tem um quarto de ascendência sueca. Ele foi criado em Valley Stream, Nova Iorque, em Long Island. Ele frequentou brevemente a Chaminade High School antes de se transferir para a Hewlett High School. Após o ensino médio, Burns frequentou, de 1987 a 1992, a SUNY Oneonta, a Universidade de Albany e o Hunter College.[carece de fontes?]

## Carreira
Burns começou na indústria cinematográfica logo após a faculdade como assistente de produção no filme de Oliver Stone, The Doors. Enquanto trabalhava como ajudante de palco na Entertainment Tonight, ele financiou, produziu, dirigiu e participou de seu primeiro filme, The Brothers McMullen, em seu tempo livre, que foi em grande parte filmado em sua cidade natal, Valley Stream. Depois de concluir o filme, ele conseguiu uma cópia para Robert Redford após uma entrevista do Entertainment Tonight para o Quiz Show no Rhiga Royal Hotel em Manhattan. Em 1996, Burns escreveu, dirigiu e participou do drama She's the One com Jennifer Aniston, Cameron Diaz e Amanda Peet, bem como Sidewalks of New York em 2001.[carece de fontes?]
Burns também é conhecido por seu trabalho como ator em filmes como Saving Private Ryan (1998), Life or Something Like It (2002) e Confidence (2003). Looking for Kitty (2004), que Burns escreveu, dirigiu e estrelou, foi filmado com uma câmera digital portátil Panasonic AG-DVX100 de 3 mil dólares americanos com um adaptador Mini35. O orçamento total do filme foi de 200 mil dólares americanos e foi filmado na cidade de Nova Iorque com uma equipe pequena e sem licenças padrão.
Seu filme Purple Violets estreou exclusivamente no iTunes em 20 de novembro de 2007. Burns começou uma série de participações especiais na série original da HBO Entourage no meio da 3ª temporada, além de aparecer como o namorado de Grace Adler em Will & Grace. Em Entourage, Burns interpreta a si mesmo e está (dentro do contexto da série) escrevendo uma nova série de televisão na qual Johnny Drama consegue adquirir um papel. Em 2007, Burns anunciou planos de parceria com a Virgin Comics para criar uma série intitulada Dock Walloper.
Em março de 2009, The Lynch Pin, uma série de curtas-metragens escritas e dirigidas por Burns foi lançada pela internet.
Com o modesto sucesso de Purple Violets, Burns estava pensando em aceitar um trabalho de direção de estúdio para ganhar dinheiro. Depois de ler alguns roteiros e participar de algumas reuniões, ele optou por continuar como escritor/diretor. Ele então escreveu Nice Guy Johnny e filmou rapidamente, com a câmera RED One, por cerca de 25 mil dólares americanos com uma pequena equipe. Nice Guy Johnny estreou no Tribeca Film Festival em 2010.
Para coincidir com o 10º aniversário do Festival de Cinema de Tribeca em 2011, Burns escreveu um filme, Newlyweds, que também dirigiu e estrelou. Seguindo um modelo semelhante ao Nice Guy Johnny, Newlyweds foi filmado com uma Canon 5D, com um par tripulação menor, por 9 mil dólares americanos, em 12 dias. O filme estreou no Tribeca Film Festival em 2011 como o último filme da noite. Ele afirmou no Twitter que o orçamento de 9 mil dólares americanos era "5 mil para atores, 2 mil de seguro, 2 mil de comida e bebida. 9 mil na lata".
Em 2012, Burns criou um concurso de roteiro com a startup da web Scripped para um roteiro de crowdsourcing que ele pretendia ajudar a produzir.
Em 2024, ele começou a produção na República da Irlanda de seu filme baseado em golfe, Finnegan's Foursome.

## Vida pessoal
Burns é casado com a modelo Christy Turlington e têm dois filhos, uma filha nascida em 2003 e um filho nascido em 2006. Ele e Turlington são católicos. Ele é consultor da ICX Media, uma empresa de dados analíticos de audiência de tecnologia de publicidade.

## Filmografia

### Cinema
| Ano  | Título                          | Papel                                | Diretor | Produtor | Roteirista | Notas            |
| ---- | ------------------------------- | ------------------------------------ | ------- | -------- | ---------- | ---------------- |
| 1995 | The Brothers McMullen           | Barry/Finbar McMullen                | Sim     | Sim      | Sim        |                  |
| 1996 | She's the One                   | Mickey Fitzpatrick                   | Sim     | Sim      | Sim        |                  |
| 1998 | Saving Private Ryan             | Soldado Richard Reiben               |         |          |            |                  |
| 1998 | No Looking Back                 | Charlie                              | Sim     | Sim      | Sim        |                  |
| 2001 | 15 Minutes                      | Marechal dos Bombeiros Jordan Warsaw |         |          |            |                  |
| 2001 | Shark Attack 2                  | Surfista Cara 2                      |         |          |            |                  |
| 2001 | Sidewalks of New York           | Tommy Reilly                         | Sim     | Sim      | Sim        |                  |
| 2002 | Lethargy                        | Balconista                           |         |          |            | Curta-metragem   |
| 2002 | Ash Wednesday                   | Francis Sullivan                     | Sim     | Sim      | Sim        |                  |
| 2002 | Life or Something Like It       | Pete Scanlon                         |         |          |            |                  |
| 2003 | Confidence                      | Jake Vig                             |         |          |            |                  |
| 2004 | The Breakup Artist              | Ele mesmo                            |         |          |            |                  |
| 2004 | Looking for Kitty               | Jack Stanton                         | Sim     | Sim      | Sim        |                  |
| 2005 | A Sound of Thunder              | Travis Ryer                          |         |          |            |                  |
| 2005 | The River King                  | Abel Grey                            |         |          |            |                  |
| 2006 | The Groomsmen                   | Paulie                               | Sim     | Sim      | Sim        |                  |
| 2006 | The Holiday                     | Ethan Ebbers                         |         |          |            |                  |
| 2007 | Purple Violets                  | Michael Murphy                       | Sim     | Sim      | Sim        | Direct-to-iTunes |
| 2008 | One Missed Call                 | Detetive Jack Andrews                |         |          |            |                  |
| 2008 | 27 Dresses                      | George                               |         |          |            |                  |
| 2009 | Echelon Conspiracy              | John Reed                            |         |          |            |                  |
| 2010 | Nice Guy Johnny                 | Tio Terry                            | Sim     | Sim      | Sim        |                  |
| 2011 | Newlyweds                       | Buzzy                                | Sim     | Sim      | Sim        |                  |
| 2012 | Man on a Ledge                  | Jack Dougherty                       |         |          |            |                  |
| 2012 | Friends with Kids               | Kurt                                 |         |          |            |                  |
| 2012 | Alex Cross                      | Tommy Kane                           |         |          |            |                  |
| 2012 | The Fitzgerald Family Christmas | Gerry                                | Sim     | Sim      | Sim        |                  |
| 2018 | Summer Days, Summer Nights      | Jack Flynn                           | Sim     | Sim      | Sim        |                  |
| 2019 | Beneath the Blue Suburban Skies | Jim                                  | Sim     | Sim      | Sim        |                  |
| 2024 | Millers in Marriage             | Andy Miller                          | Sim     | Sim      | Sim        |                  |

### Televisão
| Ano       | Título            | Papel              | Notas                                                                |
| --------- | ----------------- | ------------------ | -------------------------------------------------------------------- |
| 2005      | Will & Grace      | Nick               | 3 episódios                                                          |
| 2006–2009 | Entourage         | Ele mesmo          | 4 episódios                                                          |
| 2011      | Vietnam in HD     | Joe Galloway (voz) | 3 episódios                                                          |
| 2013      | Mob City          | Bugsy Siegel       | 5 episódios                                                          |
| 2014      | Louie             | Ele mesmo          | Episódio: "So Did the Fat Lady"                                      |
| 2015      | Public Morals     | Terry Muldoon      | 10 episódios; também escritor, diretor, produtor executivo e criador |
| 2021–2022 | Bridge and Tunnel | Artie              | 12 episódios; também escritor, diretor, produtor executivo e criador |

## Prêmios
- 1995: Independent Spirit Awards de Melhor Filme de Estreia, por The Brothers McMullen (indicado).[20]
- 1995: Grande Prêmio do Júri - Drama no Sundance Film Festival, por The Brothers McMullen (vencedor).[21]